# Стикни (Јужна Дакота)
Стикни (енгл. Stickney) град је у америчкој савезној држави Јужна Дакота.

## Демографија
По попису из 2010. године број становника је 284, што је 50 (-15,0%) становника мање него 2000. године.
| Група             | 2000.       | 2010.       |
| Белци             | 333 (99,7%) | 280 (98,6%) |
| Афроамериканци    | 0 (0,0%)    | 0 (0,0%)    |
| Азијати           | 0 (0,0%)    | 3 (1,1%)    |
| Хиспаноамериканци | 1 (0,3%)    | 1 (0,4%)    |
| Укупно            | 334         | 284         |